# SV Blitz 1897 Breslau
Pour les articles homonymes, voir Blitz (homonymie).
Maillots
Le SV Blitz Breslau fut un club allemand de football, localisé dans la ville de Breslau (de nos jours Wrocław en Pologne), en Basse-Silésie.
Le club jouait ses matchs à domicile au Platz an der Kürassierstraße.

## Histoire
Le club, qui joue au Platz an der Kürassierstraße, fut créé le 1er avril 1897 par des membres de l’ancien club cycliste Radverein Blitz Breslau.
En janvier 1900, le SV Blitz Breslau fut un des fondateurs de la Fédération allemande de football (DFB).
Le 26 août 1901, une scission intervint dans le club et donna naissance à deux clubs distincts avec la création du Sport Club Schlesien Breslau.

### VfR 1897 Breslau
Ceux qui restèrent le SV Blitz Breslau adoptèrent le nom de Verein für Rasenspiel 1897 Breslau le 2 mai 1907. 
Ce club fut trois fois champion local  de la Breslauer Ballspiel-Vereine (VBBB) et remporta le titre régional de la Südostdeutscher Fussball Verband en 1908 et 1910. Qualifié pour le tour final national, le VfR 1897 fut éliminé au premier tour.

### SC Schlesien Breslau
Le SC Schlesien s’empara des titres locaux de la Verband Breslauer Ballspiel-Vereine (VBBB) de 1904 à 1907. Grâce à cela il put prendre part au tour final de la Südostdeutscher Fussball Verband, qu’il remporta en 1906 et 1907. Ainsi qualifié pour  le tour final national, le club n’y franchit pas le premier tour.
En 1919, quelques membres du SC Schlesien s’en allèrent et formèrent le Turnverein Vorwärts Breslau. Plus tard, ce club fusionna avec le 1911 Krietern pour former le FV Rapide Breslau qui disputa les demi-finales du championnat régional de la Südostdeutscher Fussball Verband en 1921.
En 1924, le SC Schlesien Breslau et le FV Rapide Breslau se réunirent pour former le Schlesien 01 Rapid Breslau. L’année suivante, le club reprit son appellation de SC Schlesien Breslau.
En 1934, sur les ordres du régime Nazi, le VfR 1897 Breslau et le SC Schlesien Breslau furent contraints de fusionner. Cela donna le VfR Schlesien 1897 Breslau.
À l’issue de la Seconde Guerre mondiale, la région de Silésie devint polonaise. La population allemande fut entièrement expulsée. Tous les clubs sportifs furent dissous.
De nos jours, le club polonais de Śląsk Wrocław porte le même nom en polonais que Schlesien Breslau (Śląsk et Schlesien signifiant Silésie), mais créé en 1946, ce club n’a aucun rapport avec son prédécesseur allemand.

## Palmarès

### SC Schlesien Breslau
- Champion de la Verband Breslauer Ballspiel-Vereine: 1904, 1905, 1906, 1907.
- Champion de la Südostdeutscher Fussball Verband: 1906, 1907.

### VfR 1897 Breslau
- Champion de la Verband Breslauer Ballspiel-Vereine: 1908, 1909, 1910.
- Champion de la Südostdeutscher Fussball Verband: 1908.